# Championnat de Turquie masculin de volley-ball
Le  Championnat de Turquie de volley-ball masculin est une compétition de volley-ball disputée en Turquie depuis 1970. Il est organisé par la Fédération turquie de volley-ball (Türkiye Voleybol Federasyonu, TVF).

## Palmarès
| Saison | Champion                                                  | Vice-champion                                             | Troisième                                                 |
| ------ | --------------------------------------------------------- | --------------------------------------------------------- | --------------------------------------------------------- |
| 1971   | Galatasaray SK                                            | Göztepe İzmir                                             | İETT Istanbul                                             |
| 1972   | İETT Istanbul                                             | Kolej Ankara                                              | Galatasaray SK                                            |
| 1973   | İETT Istanbul                                             | Kolej Ankara                                              | Eczacıbaşı Istanbul                                       |
| 1974   | İETT Istanbul                                             | Eczacıbaşı Istanbul                                       | Muhafızgücü Ankara                                        |
| 1975   | Muhafızgücü Ankara                                        | SSK Ankara                                                | Büyükdere Boronkay                                        |
| 1976   | Eczacıbaşı Istanbul                                       | Büyükdere Boronkay                                        | Muhafızgücü Ankara                                        |
| 1977   | Büyükdere Boronkay                                        | Eczacıbaşı Istanbul                                       | Vinylex Istanbul                                          |
| 1978   | Eczacıbaşı Istanbul                                       | Muhafızgücü Ankara                                        | Vinylex Istanbul                                          |
| 1979   | Eczacıbaşı Istanbul                                       | Vinylex Istanbul                                          | Büyükdere Boronkay                                        |
| 1980   | Eczacıbaşı Istanbul                                       | Büyükdere Boronkay                                        | Vinylex Istanbul                                          |
| 1981   | Eczacıbaşı Istanbul                                       | Hisarbank Karadenizspor                                   | Taçspor Istanbul                                          |
| 1982   | Eczacıbaşı Istanbul                                       | Güney Sanayi Adana                                        |                                                           |
| 1983   | Eczacıbaşı Istanbul                                       | Sakarya Karadenizspor                                     | Güney Sanayi Adana                                        |
| 1984   | Eczacıbaşı Istanbul                                       | Güney Sanayi Adana                                        | Galatasaray SK                                            |
| 1985   | Eczacıbaşı Istanbul                                       | Sönmez Filament Bursa                                     | Makospor Bursa                                            |
| 1986   | Eczacıbaşı Istanbul                                       | Sönmez Filament Bursa                                     | Galatasaray SK                                            |
| 1987   | Galatasaray SK                                            | Eczacıbaşı Istanbul                                       | Sönmez Filament Bursa                                     |
| 1988   | Galatasaray SK                                            | Sönmez Filament Bursa                                     | Emlak Kredi Bankası                                       |
| 1989   | Galatasaray SK                                            | Sönmez Filament Bursa                                     | Eczacıbaşı Istanbul                                       |
| 1990   | Eczacıbaşı Istanbul                                       | Arcelik Istanbul                                          | Ziraat Bankası Ankara                                     |
| 1991   | Eczacıbaşı Istanbul                                       | Galatasaray SK                                            | Sönmez Filament Bursa                                     |
| 1992   | Halkbank Ankara                                           | Emlakbank Ankara                                          | Eczacıbaşı Istanbul                                       |
| 1993   | Halkbank Ankara                                           | Galatasaray SK                                            | Eczacıbaşı Istanbul                                       |
| 1994   | Halkbank Ankara                                           | Eczacıbaşı Istanbul                                       | Galatasaray SK                                            |
| 1995   | Halkbank Ankara                                           | Arçelik İstanbul                                          | Eczacıbaşı Istanbul                                       |
| 1996   | Halkbank Ankara                                           | Ziraat Bankası Ankara                                     | NETAŞ İstanbul                                            |
| 1997   | NETAŞ İstanbul                                            | Halkbank Ankara                                           | Emlakbank Ankara                                          |
| 1998   | NETAŞ İstanbul                                            | Emlakbank Ankara                                          | Istanbul BB                                               |
| 1999   | NETAŞ İstanbul                                            | Arcelik Istanbul                                          |                                                           |
| 2000   | Arcelik Istanbul                                          | Erdemirspor Zonguldak                                     |                                                           |
| 2001   | Arcelik Istanbul                                          | Erdemirspor Zonguldak                                     |                                                           |
| 2002   | Erdemirspor Zonguldak                                     | SSK Ankara                                                | Arcelik Istanbul                                          |
| 2003   | Arcelik Istanbul                                          | Erdemirspor Zonguldak                                     | SSK Ankara                                                |
| 2004   | Erdemirspor Zonguldak                                     | Fenerbahçe SK                                             | Ziraat Bankası Ankara                                     |
| 2005   | Erdemirspor Zonguldak                                     | Halkbank Ankara                                           | Arkas Izmir                                               |
| 2006   | Arkas Izmir                                               | Fenerbahçe SK                                             | Halkbank Ankara                                           |
| 2007   | Arkas Izmir                                               | Istanbul BB                                               | Fenerbahçe SK                                             |
| 2009   | Istanbul BB                                               | Arkas Izmir                                               | Ziraat Bankası Ankara                                     |
| 2010   | Fenerbahçe SK                                             | Ziraat Bankası Ankara                                     | Istanbul BB                                               |
| 2011   | Fenerbahçe SK                                             | Arkas Izmir                                               | Ziraat Bankası Ankara                                     |
| 2012   | Fenerbahçe SK                                             | Arkas Izmir                                               | Halkbank Ankara                                           |
| 2013   | Arkas Izmir                                               | Halkbank Ankara                                           | Galatasaray SK                                            |
| 2014   | Halkbank Ankara                                           | Fenerbahçe SK                                             | İstanbul BBSK                                             |
| 2015   | Arkas Izmir                                               | Halkbank Ankara                                           | Ziraat Bankası Ankara                                     |
| 2016   | Halkbank Ankara                                           | Istanbul BB                                               | Arkas Izmir                                               |
| 2017   | Halkbank Ankara                                           | Arkas Izmir                                               | Fenerbahçe SK                                             |
| 2018   | Halkbank Ankara                                           | Arkas Izmir                                               | Istanbul BB                                               |
| 2019   | Fenerbahçe SK                                             | Arkas Izmir                                               | Galatasaray SK                                            |
| 2020   | Compétition annulée en raison de la pandémie de Covid-19. | Compétition annulée en raison de la pandémie de Covid-19. | Compétition annulée en raison de la pandémie de Covid-19. |
| 2021   | Ziraat Bankası Ankara                                     | Fenerbahçe SK                                             | Galatasaray SK                                            |
| 2022   | Ziraat Bankası Ankara                                     | Halkbank Ankara                                           | Fenerbahçe SK                                             |
| 2023   | Ziraat Bankası Ankara                                     | Halkbank Ankara                                           | Fenerbahçe SK                                             |
| 2024   | Halkbank Ankara                                           | Fenerbahçe SK                                             | Ziraat Bankası Ankara                                     |

## Bilan par club
| Club                  | Titres | Ville     | Année                                                                  |
| --------------------- | ------ | --------- | ---------------------------------------------------------------------- |
| Eczacıbaşı Istanbul   | 12     | Istanbul  | 1976, 1978, 1979, 1980, 1981, 1982, 1983, 1984, 1985, 1986, 1990, 1991 |
| Halkbank Ankara       | 10     | Ankara    | 1992, 1993, 1994, 1995, 1996, 2014, 2016, 2017, 2018, 2024             |
| Fenerbahçe SK         | 5      | Istanbul  | 2008, 2010, 2011, 2012, 2019                                           |
| Arkas Izmir           | 4      | Izmir     | 2006, 2007, 2013, 2015                                                 |
| Galatasaray SK        | 4      | Istanbul  | 1971, 1987, 1988, 1989                                                 |
| İETT Istanbul         | 3      | Istanbul  | 1972, 1973, 1974                                                       |
| NETAŞ Istanbul        | 3      | Istanbul  | 1997, 1998, 1999                                                       |
| Arcelik Istanbul      | 3      | İstanbul  | 2000, 2001, 2003                                                       |
| Erdemirspor Zonguldak | 3      | Zonguldak | 2002, 2004, 2005                                                       |
| Muhafızgücü Ankara    | 1      | Ankara    | 1975                                                                   |
| Büyükdere Boronkay    | 1      | Istanbul  | 1977                                                                   |
| Istanbul BB           | 1      | Istanbul  | 2009                                                                   |
| Ziraat Bankası Ankara | 1      | Ankara    | 2021                                                                   |